# Neumarkt (Keulen)
De Neumarkt (Kölsch: Nümaat) is met 27.216 m²  het grootste plein van de Duitse stad Keulen. 

## Geschiedenis
De markt werd in 1076 voor het eerst vermeld in een document van aartsbisschop Hildolf als Novo mercato. Aanvankelijk werd de plaats voornamelijk gebruikt voor de tentoonstelling en verkoop van vee. In 1740 werd het plein heraangelegd en verhuisde de veemarkt naar de Heumarkt. 
De Fransen, die Keulen in 1794 bezetten, hernoemden het plein aanvankelijk Place de la République en plantten er op 9 oktober 1794 een vrijheidsboom, die er tot 1798 stond. Tijdens de Franse periode veranderde de Neumarkt nog vier keer van naam, en heette chronologisch Place de la Liberté (Vrijheidsplein; vanaf 1794), Place d'Armes (Paradeplein; vanaf 1798), Place des Victoires (Overwinningsplein; tot 1804), Place de l'Empereur (Keizerplein; vanaf 1804) na de kroning van Bonaparte tot keizer, en Place de la République (Republieksplein; vanaf 1 januari 1813). Van 13 tot 17 september 1804 verbleef Napoleon Bonaparte in een huis op de Neumarkt. 
Op 10 februari 1823 vertrok op de Neumarkt de allereerste Kölner Rosenmontagszug, de oudste carnavalsoptocht van Duitsland. Tot aan het uitbreken van de Tweede Wereldoorlog werd de stoet hier gehouden. 

## Openbaar vervoer
De Neumarkt is ook één van de belangrijkste verkeersknooppunten van het tram- en metronetwerk. Er passeren vier ondergrondse lijnen (lijn 3, 4, 16 en 18) en drie bovengrondse lijnen (lijn 1, 7 en 9). 